# Saint-Paul-de-Serre
Saint-Paul-de-Serre là một xã, nằm ở tỉnh Dordogne vùng Aquitaine của Pháp. Xã này có diện tích 10,44 km², dân số năm 2006 là 246 người. Xã nằm ở khu vực có độ cao trung bình 100 m trên mực nước biển.

## Thông tin nhân khẩu
| Năm    | 1962 | 1968 | 1975 | 1982 | 1990 | 1999 | 2006 |
| ------ | ---- | ---- | ---- | ---- | ---- | ---- | ---- |
| Dân số | 167  | 199  | 187  | 155  | 208  | 236  | 246  |